# شهرستان شیاو
شهرستان شیاو (به لاتین: Xiao County) یک شهرستان‌های جمهوری خلق چین در چین است که در سوجوا واقع شده‌است.